# Firma Girdlestone
Firma Girdlestone (în engleză The Firm of Girdlestone) este un roman scris de Sir Arthur Conan Doyle. El a fost publicat pentru prima dată în 1890 de către Chatto and Windus din Londra (Anglia).

## Rezumat
John Girdlestone este proprietarul firmei "Girdlestone & Co., Comerț cu Africa", al cărei sediu se afla la mai puțin de 200 m de stația de metrou din strada Fenchurch. Firma desfășoară un comerț foarte profitabil cu Africa, iar John Girdlestone și fiul său, Ezra Girdlestone, sunt persoane respectate de toată lumea. Atât tatăl, cât și fiul, sunt însă persoane cinice și nu se gândesc decât la afacerile lor; după ce face o donație de 25 £ pentru scopuri caritabile, John Girdlestone remarcă faptul că nu aceasta este o "investiție" proastă, ea urmând să facă o impresie favorabilă celui care a încasat-o, care este membru al Parlamentului, și de a cărui influență speră să se folosească într-o zi. Ezra, fiul său, este chiar mai cinic decât tatăl său al cărui cinism se manifestă printr-o falsă religiozitate. Totuși, fiul dovedește a avea o mai mare intuiție în afaceri, reușind uneori să o depășească pe cea a tatălui său. O serie de speculații financiare dezastruoase făcute de bătrânul Girdlestone fără știrea fiului său aduc firma în pragul falimentului. Pentru un timp el păstrează față de toți secretul apropierii falimentului, dar în final îi mărturisește fiului său. Ezra începe să simtă un dispreț față de tatăl său, pe care-l acuză de nechibzuință. 
Ei plănuiesc o escrocherie pentru a salva firma de faliment. Ei vor să trimită un agent în Munții Ural care va pretinde că a descoperit acolo o mină de diamante. Descoperirea va duce la scăderea prețurilor diamantelor în Anglia și în Africa de Sud și-i va forța pe mineri să-și vândă diamantele repede pentru a se salva de la ruina financiară, care s-ar produce după ce diamantele găsite în Ural vor ajunge pe piață. Cei doi Girdlestone își vor învesti toți banii disponibili pentru a cumpăra cât mai multe diamante. După ce-și vor epuiza capitalul, agentul lor va dispărea și se va afla că minele de diamante din Ural sunt de fapt o păcăleală, iar prețurile diamantelor vor crește din nou, făcându-i bogați pe cei doi Girdlestone. 
Planul lor funcționează perfect și prețurile scad după cum speraseră. Ezra Girdlestone călătorește în Africa de Sud pentru a cumpăra diamante de la minerii care vindeau. După ce-și epuizează capitalul prin cumpărarea diamantelor și se pregătesc să-și cheme agentul din Ural, planul lor eșuează în urma descoperirii reale a unei noi mine de diamante în Africa de Sud. După cum îi spune lui Ezra un fost agent al său din Africa de Sud: "Fie că e vorba de Rusia sau nu, prețul diamantelor nu va mai crește!".  Ezra se întoarce în Anglia și cei doi Girdlestone își vând diamantele ieftin, rămânând într-o situație și mai precară decât erau înainte. 
Un vechi prieten al lui John Girdlestone îi încredințase acestuia pe fiica sa, Kate Harston, înainte de muri. Ea urma să moștenească o sumă de 30.000 £ când va ajunge la majorat. John Girdlestone își presează fiul să seducă fata și să se căsătorească cu ea pentru ca ei să pună mâna pe bani. Ezra nu reușește să convingă fata nu pentru că nu se pricepe să facă gesturi romantice, ci mai ales din cauza faptului că fata era deja îndrăgostită de un alt bărbat, verișorul Thomas (Tom) Dimsdale. Toate mijloacele fiind epuizate, John Girdlestone pune la cale un plan sinistru. În testamentul prietenului său era menționat că dacă fata sa moare înainte de a ajunge la majorat, John Girdlestone va deveni unicul moștenitor. El plănuiește să ucidă fata. Fiul său nu este de acord cu acest plan, dar tatăl său îl convinge, spunându-i că această crimă va face firma să fie din nou profitabilă. Din greșeală, ei omoară pe camerista Rebecca Taylforth care-și schimbase hainele cu cele ale lui Kate Harston, apoi fug cu una din corăbiile firmei ("Vulturul Negru"). Corabia se scufundă înainte de a ajunge pe coastele Spaniei, iar fiul refuză să-și salveze tatăl din valuri. În final, Kate Harston se căsătorește cu Tom Dimsdale, iar despre Ezra Girdlestone se va auzi mai târziu că a murit într-o încăierare între bețivi într-un local din San Francisco, unde trăia ruinat.
Firma "Girdlestone & Co., Comerț cu Africa" este salvată de la faliment de Tom Dimsdale (devenit anterior asociat cu cei doi Girdlestone), care se asociază cu Thomas Gilray (șeful biroului contabilitate de la firma Girdlestone) și schimbă denumirea firmei în "Dimsdale și Gilray".

## Personaje
- John Girdlestone - om de afaceri, proprietarul firmei "Girdlestone & Co., Comerț cu Africa"
- Ezra Girdlestone - om de afaceri, fiul lui John Girdlestone
- John Harston - om de afaceri, prieten cu John Girdlestone
- Catherine (Kate) Harston - fiica lui John Harston
- George Dimsdale - medic, om înstărit, vărul lui John Harston
- Thomas (Tom Dimsdale) - fiul doctorului Dimsdale, student la Universitatea Edinburgh, devine ulterior asociat în afaceri cu Girdlestone
- Tobias Clutterbuck - maior, fost ofițer în Regimentul 119 Infanterie, pasionat de jocul de cărți și de biliard
- Sigismond von Baumser - refugiat politic din Germania, funcționar pentru relațiile cu străinătatea la o firmă mică din Londra, prieten și coleg de apartament cu maiorul Clutterbuck
- Lavinia Scully - văduva unui inginer, logodnica maiortului Clutterbuck
- Thomas Gilray - șeful biroului contabilitate al firmei "Girdlestone & Co., Comerț cu Africa"
- Hamilton Miggs - căpitanul corabiei "Vulturul Negru"
- Sandy McPherson - secundul de pe corabia "Vulturul Negru"
- Farintosh - fost preot și doctor în filologie la Colegiul Trinity din Dublin, jucător de cărți ruinat, devine principalul agent al lui Ezra Girdlestone în Africa de Sud
- Jem Burt - săpător în Africa de Sud, ticălos tâlhar și criminal, agent al lui Ezra Girdlestone în Africa de Sud, este spânzurat pentru crimă
- Williams - velș tânăr, implicat într-un scandal cu cecuri falsificate, agent al lui Ezra Girdlestone în Africa de Sud
- Doamna Jorocks - bătrâna îngrijitoare a casei de la Mănăstirea Hampton
- Rebecca Taylforth - camerista lui Kate Harston, îndrăgostită de Ezra
- Sampson și Jarge - tată și fiu, pescari, îi duc cu un vas pescăresc pe cei doi Girdlestone de la Claxton la Downs, unde aceștia întâlnesc corabia "Vulturul Negru"

## Adaptări
În anul 1915 s-a realizat o adaptare cinematografică a romanului. Filmul britanic "The Firm of Girdlestone" a fost realizat în 1915, el fiind un film mut, în alb-negru. Producția a fost regizată de Harold M. Shaw și i-a avut în rolurile principale pe  Edna Flugrath (Kate Horston), Fred Groves (Ezra Girdlestone) și Charles Rock (John Girdlestone). 

## Traduceri în limba română
- 1980 - "Firma Girdlestone", Ed. Univers, București, Colecția Clasicii literaturii universale, traducere Lucia Gogan, 432 p.
- 1992 - "Firma Girdlestone", Ed. Vivaldi, București, traducere Lucia Gogan, 360 p.